# Garove
Garove is een vulkanisch eiland in Papoea-Nieuw-Guinea. Het is 57 vierkante kilometer groot. Er komen slechts twee zoogdieren voor: de geïntroduceerde Pacifische rat (Rattus exulans) en de vleermuis Melonycteris melanops.